# Kapten på Singaporelinjen
Kapten på Singaporelinjen (engelska: China Seas) är en amerikansk äventyrsfilm från 1935 i regi av Tay Garnett.

## Handling
Alan Gaskell är kapten på ett fraktfartyg som går mellan Singapore och Hongkong. Två av hans tidigare flickvänner, Dolly och Sybil kommer ombord på fartyget, samtidigt som pirater planerar att kapa fartygets guldlast.

## Rollista
- Clark Gable - Alan Gaskell
- Jean Harlow - Dolly Portland, 'China Doll'
- Wallace Beery - Jamesy MacArdle
- Lewis Stone - Davids
- Rosalind Russell - Sybil
- Dudley Digges - Dawson
- C. Aubrey Smith - Sir Guy
- Robert Benchley - McCaleb
- William Henry - Rockwell
- Liev De Maigret - Mrs. Vollberg
- Lilian Bond - Mrs. Timmons
- Edward Brophy - Timmons
- Soo Yung - Yu-Lan
- Carol Ann Beery - Carol Ann
- Akim Tamiroff - Romanoff
- Ivan Lebedeff - Ngah
- Hattie McDaniel - Isabel McCarthy (ej krediterad)
- Donald Meek - schackspelande passagerare (ej krediterad)